# Addys Mercedes
Addys Mercedes anteriormente también "Addys D'Mercedes" (n. 1973) es una cantante cubana y autora, nacida en Moa / Holguín, Cuba.
Vive desde 1993 en Düsseldorf (Alemania) y Tenerife, Islas Canarias, España.

## Álbumes
- Mundo nuevo (2001 Media Luna)
- Nomad (2003 Media Luna)
- Addys (2012 Media Luna)

### Singles y videos
- Mundo Nuevo (2001 Media Luna)
- Gitana Loca (2005 Media Luna)
- Esa Voz (2005 Media Luna)
- Sábado Roto (2011 Media Luna)
- Hollywood (2012 Media Luna)
- Gigolo (2012 Media Luna)

### Remezclas
- Latín house, ragga, deep house -
- Mundo nuevo (Tony Brown - Media Luna)
- Gitana loca (Tony Brown - Media Luna)
- Esa voz (4tune twins - Media Luna)
- Afro D' Mercedes (Andry Nalin - Media Luna)
- Oye Colombia (4tune twins - Media Luna)
- Cry It Out (Guido Craveiro - Media Luna)
- Cha Ka Cha (Ramón Zenker - Media Luna)

## Enlaces
- Addys Mercedes Web Archivado el 20 de octubre de 2012 en Wayback Machine.
- Myspace.com de Addys
- Remezclas de Addys en Myspace ( ADBenny

- Datos: Q11172
- Multimedia: Addys Mercedes / Q11172